# Liolaemus
Genre
Synonymes
- Liodeira Fitzinger, 1843
- Ptychodeira Fitzinger, 1843
- Ptygoderes Gray, 1845
- Leiodera Gray, 1845
- Chrysosaurus Gay, 1848
- Eulaemus Girard, 1858
- Ortholaemus Girard, 1858
- Rhytidodeira Girard, 1858
- Helocephalus Philippi, 1860
- Vilcunia Donoso-Barros & Cei, 1971
- Pelusaurus Donoso-Barros, 1973
- Ceiolaemus Laurent, 1984
- Abas Núñez & Yánez, 1984
- Velosaura Núñez & Yánez, 1984
- Mesolaemus Laurent, 1985
- Donosolaemus Pincheira-Donoso & Núñez, 2005

Liolaemus est un genre de sauriens de la famille des Liolaemidae.

## Répartition
Les 260 espèces de ce genre se rencontrent en Amérique du Sud.

## Description
Les espèces de ce genre font entre 5 et 10 cm (sans la queue) et pèsent entre 3 et 200 g. Elles vivent dans des milieux variés, des zones côtières jusqu'à près de 4 500 m d'altitude.

La plupart sont omnivores bien que certaines soient spécifiquement insectivores ou herbivores.

## Liste des espèces
Selon The Reptile Database (9 novembre 2017) :
- Liolaemus abaucan Etheridge, 1993
- Liolaemus abdalai Quinteros, 2012
- Liolaemus acostai Abdala & Juárez-Heredia, 2013
- Liolaemus albiceps Lobo & Laurent, 1995
- Liolaemus alticolor Barbour, 1909
- Liolaemus andinus Koslowsky, 1895
- Liolaemus annectens Boulenger, 1901
- Liolaemus anomalus Koslowsky, 1896
- Liolaemus antumalguen Avila, Morando, Perez & Sites, 2010
- Liolaemus aparicioi Ocampo, Aguilar-Kirigin & Quinteros, 2012
- Liolaemus arambarensis Verrastro, Veronese, Bujes & Martins Dias Filho, 2003
- Liolaemus araucaniensis Müller & Hellmich, 1932
- Liolaemus archeforus Donoso-Barros & Cei, 1971
- Liolaemus atacamensis Müller & Hellmich, 1933
- Liolaemus audituvelatus (Núñez & Yáñez, 1983)
- Liolaemus austromendocinus Cei, 1974
- Liolaemus avilai Breitman, Parra, Pérez & Sites, 2011
- Liolaemus azarai Avila, 2003
- Liolaemus baguali Cei & Scolaro, 1983
- Liolaemus bellii Gray, 1845
- Liolaemus bibronii (Bell, 1843)
- Liolaemus bitaeniatus Laurent, 1984
- Liolaemus boulengeri Koslowsky, 1898
- Liolaemus buergeri Werner, 1907
- Liolaemus burmeisteri Avila, Perez, Medina, Sites & Morando, 2012
- Liolaemus calchaqui Lobo & Kretzschmar, 1996
- Liolaemus camarones Abdala, Díaz-Gómez & Juarez-Heredia, 2012
- Liolaemus canqueli Cei, 1975
- Liolaemus caparensis Breitman, Pérez, Parra, Morando, Sites & Avila, 2011
- Liolaemus capillitas Hulse, 1979
- Liolaemus carlosgarini Esquerré, Núñez & Scolaro, 2013
- Liolaemus casamiquelai Avila, Perez, Morando & Sites, 2010
- Liolaemus cazianiae Lobo, Slodki & Valdecantos, 2010
- Liolaemus chacabucoense Nuñez & Scolaro, 2009
- Liolaemus chacoensis Shreve, 1948
- Liolaemus chaltin Lobo & Espinoza, 2004
- Liolaemus chavin Aguilar, Wood, Cusi, Guzmán, Huari, Lundberg, Mortensen, Ramírez, Robles, Suárez, Ticona, Vargas, Venegas & Sites, 2013
- Liolaemus chehuachekenk Avila, Morando & Sites, 2008
- Liolaemus chiliensis (Lesson, 1830)
- Liolaemus chillanensis Müller & Hellmich, 1932
- Liolaemus chlorostictus Laurent, 1993
- Liolaemus choique Abdala, Quinteros, Scrocchi & Stazzonelli, 2010
- Liolaemus chungara Quinteros, Valladares, Semham, Acosta, Barrionuevo & Abdala, 2014
- Liolaemus cinereus Monguillot, Cabrera, Acosta & Villavicencio, 2006
- Liolaemus coeruleus Cei & Ortiz-Zapata, 1983
- Liolaemus confusus Nunez & Pincheira-Donoso, 2006
- Liolaemus constanzae Donoso-Barros, 1961
- Liolaemus crandalli Avila, Medina, Perez, Sites & Morando, 2015
- Liolaemus cranwelli (Donoso-Barros, 1973)
- Liolaemus crepuscularis Abdala & Díaz-Gomez, 2006
- Liolaemus cristiani Núñez, Navarro & Loyola, 1991
- Liolaemus curicensis Müller & Hellmich, 1938
- Liolaemus curis Núñez & Labra, 1985
- Liolaemus cuyanus Cei & Scolaro, 1980
- Liolaemus cuyumhue Avila, Morando, Perez & Sites, 2009
- Liolaemus cyaneinotatus Martinez, Avila, Perez, Perez, Sites & Morando, 2011
- Liolaemus cyanogaster (Duméril & Bibron, 1837)
- Liolaemus darwinii (Bell, 1843)
- Liolaemus diaguita Abdala, Quinteros, Arias, Portelli & Palavecino, 2011
- Liolaemus dicktracyi Espinoza & Lobo, 2003
- Liolaemus disjunctus Laurent, 1990
- Liolaemus ditadai Cei, 1983
- Liolaemus donosobarrosi (Cei, 1974)
- Liolaemus dorbignyi Koslowsky, 1898
- Liolaemus duellmani Cei, 1978
- Liolaemus dumerili Abdala, Semhan, Moreno Azocar, Bonino, Paz & Cruz, 2012
- Liolaemus eleodori Cei, Etheridge & Videla, 1985
- Liolaemus elongatus Koslowsky, 1896
- Liolaemus erguetae Laurent, 1995
- Liolaemus erroneus (Núñez & Yáñez, 1983)
- Liolaemus escarchadosi Scolaro, 1997
- Liolaemus espinozai Abdala, 2005
- Liolaemus etheridgei Laurent, 1998
- Liolaemus exploratorum Cei & Williams, 1984
- Liolaemus fabiani Yáñez & Núñez, 1983
- Liolaemus famatinae Cei, 1980
- Liolaemus filiorum Ramirez Leyton & Pincheira-Donoso, 2005
- Liolaemus fittkaui Laurent, 1986
- Liolaemus fitzgeraldi Boulenger, 1899
- Liolaemus fitzingerii (Duméril & Bibron, 1837)
- Liolaemus flavipiceus Cei & Videla, 2003
- Liolaemus forsteri Laurent, 1982
- Liolaemus foxi Núñez, Navarro & Veloso, 2000
- Liolaemus frassinettii Núñez, 2007
- Liolaemus fuscus Boulenger, 1885
- Liolaemus gallardoi Cei & Scolaro, 1982
- Liolaemus gardeli Verrastro, Maneyro, Da Silva & Farias, 2017[3]
- Liolaemus goetschi Müller & Hellmich, 1938
- Liolaemus gracielae Abdala, Acosta, Cabrera, Villavicencio & Marinero, 2009
- Liolaemus gracilis (Bell, 1843)
- Liolaemus gravenhorstii (Gray, 1845)
- Liolaemus griseus Laurent, 1984
- Liolaemus grosseorum Etheridge, 2001
- Liolaemus gununakuna Avila, Morando, Perez & Sites, 2004
- Liolaemus hajeki Núñez, Pincheira-Donoso & Garín, 2004
- Liolaemus halonastes Lobo, Slodki & Valdecantos, 2010
- Liolaemus hatcheri Stejneger, 1909
- Liolaemus heliodermis Espinoza, Lobo & Cruz, 2000
- Liolaemus hellmichi Donoso-Barros, 1975
- Liolaemus hermannunezi Pincheira-Donoso, Scolaro & Schulte, 2007
- Liolaemus huacahuasicus Laurent, 1985
- Liolaemus huayra Abdala, Quinteros & Espinoza, 2008
- Liolaemus igneus Demangel, 2016
- Liolaemus inacayali Abdala, 2003
- Liolaemus incaicus Lobo, Quinteros & Gómez, 2007
- Liolaemus insolitus Cei, 1982
- Liolaemus inti Abdala, Quinteros & Espinoza, 2008
- Liolaemus irregularis Laurent, 1986
- Liolaemus isabelae Navarro & Núñez, 1993
- Liolaemus jamesi (Boulenger, 1891)
- Liolaemus janegueoae Troncoso-Palacios, Dias, Puas, Riveros-Riffo & Elorza, 2016
- Liolaemus josei Abdala, 2005
- Liolaemus juanortizi Young-Downey & Moreno, 1992
- Liolaemus kingii (Bell, 1843)
- Liolaemus kolengh Abdala & Lobo, 2006
- Liolaemus koslowskyi Etheridge, 1993
- Liolaemus kriegi Müller & Hellmich, 1939
- Liolaemus kuhlmanni Müller & Hellmich, 1933
- Liolaemus laurenti Etheridge, 1992
- Liolaemus lavillai Abdala & Lobo, 2006
- Liolaemus leftrarui Troncoso-Palacios, Dias, Puas, Riveros-Riffo & Elorza, 2016
- Liolaemus lemniscatus Gravenhorst, 1838
- Liolaemus lentus Gallardo, 1966
- Liolaemus leopardinus Müller & Hellmich, 1932
- Liolaemus lineomaculatus Boulenger, 1885
- Liolaemus loboi Abdala, 2003
- Liolaemus lonquimayensis Escobar-Huerta, Santibáñez-Toro & Ortiz, 2015
- Liolaemus lopezi Ibarra-Vidal, 2005
- Liolaemus lorenzmuelleri Hellmich, 1950
- Liolaemus lutzae Mertens, 1938
- Liolaemus magellanicus Hombron & Jacquinot, 1847
- Liolaemus maldonadae Núñez, Navarro & Loyola, 1991
- Liolaemus manueli (Núñez, Navarro, Garín, Pincheira-Donoso & Meriggio, 2003)
- Liolaemus mapuche Abdala, 2002
- Liolaemus martorii Abdala, 2003
- Liolaemus melaniceps Pincheira-Donoso & Núñez, 2005
- Liolaemus melanogaster Laurent, 1998
- Liolaemus melanopleurus (Philippi, 1860)
- Liolaemus melanops Burmeister, 1888
- Liolaemus millcayac Abdala & Juárez-Heredia, 2013
- Liolaemus molinai Valladares, Etheridge, Schulte, Manriquez & Spotorno, 2002
- Liolaemus montanezi Cabrera & Monguillot, 2006
- Liolaemus montanus Koslowsky, 1898
- Liolaemus monticola Müller & Hellmich, 1932
- Liolaemus moradoensis Hellmich, 1950
- Liolaemus morandae Breitman, Parra, Pérez & Sites, 2011
- Liolaemus morenoi Etheridge & Christie, 2003
- Liolaemus multicolor Koslowsky, 1898
- Liolaemus multimaculatus (Duméril & Bibron, 1837)
- Liolaemus neuquensis Müller & Hellmich, 1939
- Liolaemus nigriceps (Philippi, 1860)
- Liolaemus nigrocoeruleus Marambio-Alfaro & Troncoso-Palacios, 2014
- Liolaemus nigromaculatus (Wiegmann, 1834)
- Liolaemus nigroviridis Müller & Hellmich, 1932
- Liolaemus nitidus (Wiegmann, 1834)
- Liolaemus occipitalis Boulenger, 1885
- Liolaemus olongasta Etheridge, 1993
- Liolaemus omorfi Demangel, Sepúlveda, Jara, Pincheira-Donoso & Núñez, 2015
- Liolaemus orientalis Müller, 1924
- Liolaemus orko Abdala & Quinteros, 2008
- Liolaemus ornatus Koslowsky, 1898
- Liolaemus ortizii Laurent, 1982
- Liolaemus pacha Juárez Heredia, Robles & Halloy, 2013
- Liolaemus pachacutec Aguilar, Wood, Cusi, Guzmán, Huari, Lundberg, Mortensen, Ramírez, Robles, Suárez, Ticona, Vargas, Venegas & Sites, 2013
- Liolaemus pachecoi Laurent, 1995
- Liolaemus pagaburoi Lobo & Espinoza, 1999
- Liolaemus pantherinus Pellegrin, 1909
- Liolaemus parthenos Abdala, Baldo, Juárez & Espinoza, 2016
- Liolaemus parvus Quinteros, Abdala, Gómez & Scrocchi, 2008
- Liolaemus patriciaiturrae Navarro & Núñez, 1993
- Liolaemus paulinae Donoso-Barros, 1961
- Liolaemus petrophilus Donoso-Barros & Cei, 1971
- Liolaemus pictus (Duméril & Bibron, 1837)
- Liolaemus pipanaco Abdala & Juárez-Heredia, 2013
- Liolaemus platei Werner, 1898
- Liolaemus pleopholis Laurent, 1998
- Liolaemus poconchilensis Valladares, 2004
- Liolaemus poecilochromus Laurent, 1986
- Liolaemus polystictus Laurent, 1992
- Liolaemus porosus Abdala, Paz & Semhan, 2013
- Liolaemus pseudoanomalus (Cei, 1981)
- Liolaemus pseudolemniscatus Lamborot & Ortiz, 1990
- Liolaemus puelche Avila, Morando, Perez & Sites, 2007
- Liolaemus pulcherrimus Laurent, 1992
- Liolaemus puna Lobo & Espinoza, 2004
- Liolaemus punmahuida Avila, Perez & Morando, 2003
- Liolaemus puritamensis Núñez & Fox, 1989
- Liolaemus purul Abdala, Semhan, Moreno Azocar, Bonino, Paz & Cruz, 2012
- Liolaemus pyriphlogos Quinteros, 2012
- Liolaemus quilmes Etheridge, 1993
- Liolaemus rabinoi (Cei, 1974)
- Liolaemus ramirezae Lobo & Espinoza, 1999
- Liolaemus ramonensis Müller & Hellmich, 1932
- Liolaemus riodamas Esquerré, Núñez & Scolaro, 2013
- Liolaemus riojanus Cei, 1979
- Liolaemus robertmertensi Hellmich, 1964
- Liolaemus robertoi Pincheira-Donoso & Núñez, 2004
- Liolaemus robustus Laurent, 1992
- Liolaemus rosenmanni Núñez & Navarro, 1992
- Liolaemus rothi Koslowsky, 1898
- Liolaemus ruibali Donoso-Barros, 1961
- Liolaemus sagei Etheridge & Christie, 2003
- Liolaemus salinicola Laurent, 1986
- Liolaemus sanjuanensis Cei, 1982
- Liolaemus sarmientoi Donoso-Barros, 1973
- Liolaemus saxatilis Avila & Cei, 1992
- Liolaemus scapularis Laurent, 1982
- Liolaemus schmidti (Marx, 1960)
- Liolaemus schroederi Müller & Hellmich, 1938
- Liolaemus scolaroi Pincheira-Donoso & Nunez, 2005
- Liolaemus scorialis Troncoso-Palacios, Díaz, Esquerré & Urra, 2015
- Liolaemus scrocchii Quinteros, Abdala & Lobo, 2008
- Liolaemus senguer Abdala, 2005
- Liolaemus septentrionalis Pincheira-Donoso & Nunez, 2005
- Liolaemus shehuen Abdala, Díaz-Gómez & Juarez-Heredia, 2012
- Liolaemus shitan Abdala, Quinteros, Scrocchi & Stazzonelli, 2010
- Liolaemus signifer (Dumèril & Bibron, 1837)
- Liolaemus silvai Ortiz, 1989
- Liolaemus silvanae (Donoso-Barros & Cei, 1971)
- Liolaemus sitesi Avila, Olave, Perez, Perez & Morando, 2013
- Liolaemus smaug Abdala, Quinteros, Scrocchi & Stazzonelli, 2010
- Liolaemus somuncurae Cei & Scolaro, 1981
- Liolaemus stolzmanni (Steindachner, 1891)
- Liolaemus tacnae (Shreve, 1941)
- Liolaemus tacora Demangel, 2016
- Liolaemus talampaya Avila, Morando, Perez & Sites, 2004
- Liolaemus tandiliensis Vega, Bellagamba & Lobo, 2008
- Liolaemus tari Scolaro & Cei, 1997
- Liolaemus tehuelche Abdala, 2003
- Liolaemus telsen Cei & Scolaro, 1999
- Liolaemus tenuis (Duméril & Bibron, 1837)
- Liolaemus thermarum Videla & Cei, 1996
- Liolaemus thomasi Laurent, 1998
- Liolaemus tolhuaca Demangel, 2016
- Liolaemus torresi (Núñez, Navarro, Garín, Pincheira-Donoso & Meriggio, 2003)
- Liolaemus tregenzai Pincheira-Donoso & Scolaro, 2007
- Liolaemus tristis Scolaro & Cei, 1997
- Liolaemus tromen Abdala, Semhan, Moreno Azocar, Bonino, Paz & Cruz, 2012
- Liolaemus tulkas Quinteros, Abdala, Gómez & Scrocchi, 2008
- Liolaemus ubaghsi Esquerré, Troncoso-Palacios, Garín & Núñez, 2014
- Liolaemus umbrifer Espinoza & Lobo, 2003
- Liolaemus uniformis Troncoso-Palacios, Elorza, Puas & Alfaro-Pardo, 2016
- Liolaemus uptoni Scolaro & Cei, 2006
- Liolaemus uspallatensis Macola & Castro, 1982
- Liolaemus valdesianus Hellmich, 1950
- Liolaemus vallecurensis Pereyra, 1992
- Liolaemus variegatus Laurent, 1984
- Liolaemus velosoi Ortiz, 1987
- Liolaemus vulcanus Quinteros & Abdala, 2011
- Liolaemus walkeri Shreve, 1938
- Liolaemus wari Aguilar, Wood, Cusi, Guzmán, Huari, Lundberg, Mortensen, Ramírez, Robles, Suárez, Ticona, Vargas, Venegas & Sites, 2013
- Liolaemus wiegmannii (Duméril & Bibron, 1837)
- Liolaemus williamsi Laurent, 1992
- Liolaemus xanthoviridis Cei & Scolaro, 1980
- Liolaemus yalguaraz Abdala, Quinteros & Semham, 2015
- Liolaemus yanalcu Martínez Oliver & Lobo, 2002
- Liolaemus yatel Abdala, Procopio, Stellatelli, Travaini, Rodríguez & Ruiz Monachesi, 2014
- Liolaemus zabalai Troncoso-Palacios, Díaz, Esquerré & Urra, 2015
- Liolaemus zapallarensis Müller & Hellmich, 1933
- Liolaemus zullyae Cei & Scolaro, 1996

## Taxinomie
La relation entre les espèces du genre Liolaemus a été décrite par Pincheira-Donoso, Scolaro & Sura en 2008 à partir d'études phylogénétiques.

## Publication originale
- Wiegmann, 1835 "1834" : Beiträge zur Zoologie gesammelt auf einer Reise um die Erde. Siebente Abhandlung. Amphibien. Nova Acta Physico-Medica, Academiae Caesarae Leopoldino-Carolinae, Halle, vol. 17, p. 185-268 (texte intégral).